# Turnu Roșu
Turnu Roșu là một xã thuộc hạt Sibiu, România. Dân số thời điểm năm 2002 là 2633 người.